# Ross-Canyon
Koordinaten: 75° 0′ S, 163° 0′ W
Der Ross-Canyon ist eine Tiefseerinne im Rossmeer in der Antarktis.
Die im Juni 1988 vom Advisory Committee on Undersea Features anerkannte Benennung erfolgte in Anlehnung an die Benennung des Rossmeers. Dessen Namensgeber ist der britische Polarforscher James Clark Ross (1800–1862).